# Convergència Democràtica Aranesa - Partit Nacionalista Aranès
Convergència Democràtica Aranesa - Partit Nacionalista Aranès (en occità: Convergéncia Democratica Aranesa - Partit Nacionalista Aranés, per les seves sigles CDA-PNA) és un partit polític de la Vall d'Aran. La CDA és, juntament amb Unitat d'Aran, un dels dos partits principals que competeixen a les eleccions al Consell General d'Aran. El 2016 trencà les relacions amb el Partit Demòcrata Europeu Català perquè estaven més interessats en un nacionalisme aranès reforçat, reclamant més competències.

## Ideologia i caràcter
Segons el Codi Ètic de la formació, CDA es declara en defensa de la identitat, la llibertat i el dret a decidir, dins del marc de defensa de la nació aranesa. Segons els estatuts del partit, la formació defensa la reivindicació i el potenciament de la singularitat aranesa en el context català, així com reivindicar i potenciar la identitat nacional de la Vall d'Aran i de Catalunya i les institucions d'autogovern dels dos territoris.

## Història

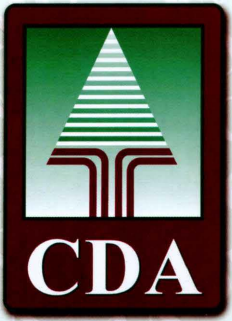
Logotip de la formació fins a l'any 2009

La llavor de CDA va ser el desaparegut Partit Democràtic Aranés fundat l'any 1982 i en el qual na Pilar Busquets milità.
El partit fou fundat el 30 de març de 1995 a partir de Coalició Aranesa. Des de llavors, CDA ha sigut la formació que ha liderat la majoria d'institucions de la Vall d'Aran, guanyant les eleccions al Conselh Generau d'Aran de forma ininterrompuda des del 1995 al 2007, quan van perdre front a Unitat d'Aran.
L'any 2007 la formació va celebrar el seu primer congrés, reformant la seua visió ideològica i els seus càrrecs orgànics i on va eixir elegit com a President en Carlos Barrera Sánchez, en substitució de Josep Lluís Boya González. qui va presidir la formació des dels seus inicis.
El 2008, durant el congrés de CDC, Convergència Aranesa va renovar el seu pacte polític amb Convergència Democràtica de Catalunya. Amb aquest fet, un membre de la formació aranesa es va incorporar al Consell Nacional del partit català.
L'any 2009 el partit decideix per unanimitat reformar la imatge del partit. Dos anys més tard, el 2011, es van crear les Joventuts de CDA-PNA, la branca jovenil del partit. En les eleccions de 2011 i 2015 va obtenir majoria absoluta i va passar a l'oposició en perdre les eleccions de 2019.

## Resultats electorals

### Conselh Generau d'Aran
| Elecció | Vots  | %     | Escons | +/– | Candidat                     | Govern   |
| ------- | ----- | ----- | ------ | --- | ---------------------------- | -------- |
| 1991    | 1.947 | 50,94 | 7 / 13 | Nou | Maria Pilar Busquets i Medan | Majoria  |
| 1995    | 1.496 | 34,80 | 7 / 13 | =   | Carlos Barrera Sánchez       | Majoria  |
| 1999    | 2.271 | 51,54 | 9 / 13 | 2   | Carlos Barrera Sánchez       | Majoria  |
| 2003    | 2.182 | 45,06 | 7 / 13 | 2   | Carlos Barrera Sánchez       | Majoria  |
| 2007    | 2.030 | 42,60 | 6 / 13 | 1   | Carlos Barrera Sánchez       | Oposició |
| 2011    | 2.216 | 46,38 | 7 / 13 | 1   | Carlos Barrera Sánchez       | Majoria  |
| 2015    | 1.972 | 41,06 | 7 / 13 | =   | Carles Barrera Sánchez       | Majoria  |
| 2019    | 1.626 | 34,99 | 4 / 13 | 3   | Ròsa Maria Salgueiro         | Oposició |

### Municipals

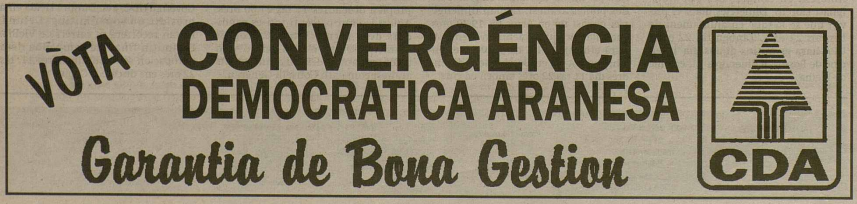
Anunci de CDA del 1999

| Elecció | Vots  | %     | Escons            | +/– | Posició |
| ------- | ----- | ----- | ----------------- | --- | ------- |
| 1979    | 50    | 1,65  | 9 / 59 Com a CiU  | Nou | 2n      |
| 1983    | 830   | 24,61 | 15 / 59           | 6   | =2n     |
| 1987    | 1.766 | 47,58 | 22 / 47 Com a CiU | 7   | 1r      |
| 1991    | 2.137 | 56,02 | 32 / 51 Com a CiU | 10  | = 1r    |
| 1995    | 1.537 | 35,83 | 26 / 51 Com a CiU | Nou | 1r      |
| 1999    | 1.894 | 42,51 | 28 / 51 Com a CiU | 2   | = 1r    |
| 2003    | 2.061 | 42,15 | 25 / 51 Com a CiU | 3   | 2n      |
| 2007    | 2.009 | 41,47 | 27 / 55 Com a CiU | 2   | = 2n    |
| 2011    | 2.325 | 47,40 | 32 / 59 Com a CiU | 5   | 1r      |
| 2015    | 1.985 | 40,36 | 25 / 59           | 7   | 2n      |
| 2019    | 1.573 | 30,22 | 20 / 59           | 5   | = 2n    |
| 2023    | 1.462 | 30,48 | 17 / 59           | 3   | = 2n    |